# Protestes d'Espanya de 2011–2012
Les protestes d'Espanya de 2011 (conegudes com a Spanish Revolution, Moviment del 15-M o dels Indignats) són una sèrie de protestes ciutadanes pacífiques que reivindiquen un canvi radical en la política espanyola i la seva societat. Els manifestants, etiquetats com a indignats, consideren que els partits polítics ni els representen ni prenen mesures pensant en l'interès de la població, i veuen que el futur que els espera és totalment incert i més difícil del que s'havien trobat les generacions anteriors.
Comparades amb la «Primavera Àrab» i el «Maig del 68», es van inicial el 15 de maig amb una convocatòria inicial a 58 ciutats d'arreu d'Espanya, dies abans de les eleccions municipals i autonòmiques espanyoles del 22 de maig. Es consideren un moviment no-violent, revolucionari i polític, tot i que apartidista (de cap partit polític), que està format per joves, gent gran i fins i tot famílies.

## Motivacions i expectatives

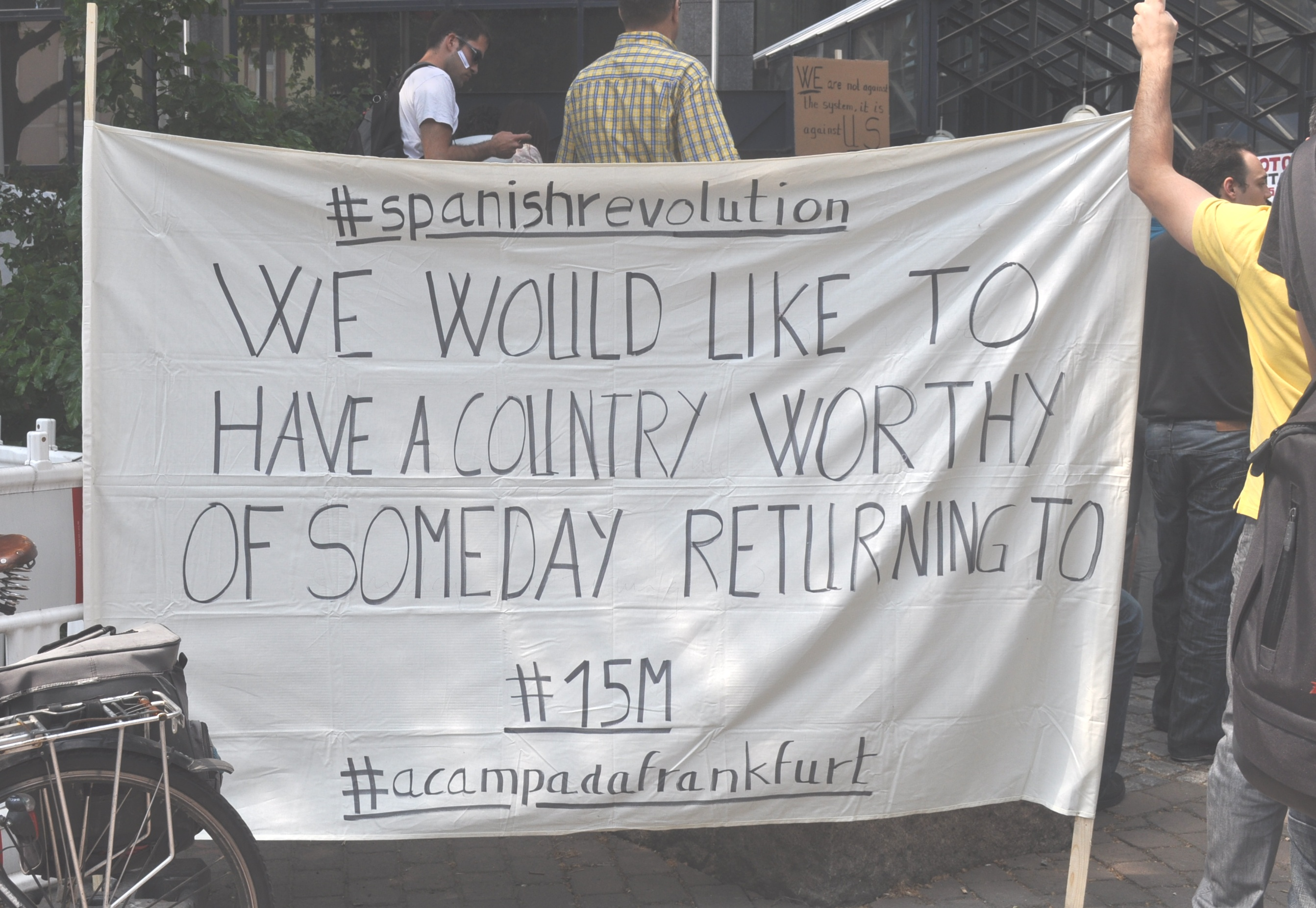
La primera generació nascuda a la democràcia, la més formada, es veu obligada a emigrar. Aquesta va ser l'única proposta de Zapatero per reduir l'alta taxa l'atur entre els joves.

Des del començament de l'actual crisi econòmica, Espanya ha estat durament castigada amb una de les majors taxes d'atur d'Europa. El primer trimestre de 2011, l'atur a l'Estat espanyol va pujar fins al 21%, més del doble que la mitjana europea. El nombre de desocupats es va situar en 4.910.200, 213.500 més respecte al trimestre anterior; mentre la taxa d'atur juvenil se situa el febrer de 2011 en el 43,5%, la més alta de la Unió Europea. El govern espanyol va aprovar el setembre de 2010 la Reforma laboral, que tenia com a objectiu essencial contribuir a la reducció de l'atur i incrementar la productivitat de l'economia espanyola. Els sindicats majoritaris (CCOO i UGT), així altres sindicats i organitzacions, van rebutjar la Reforma, ja que creien que facilitava i abaratia els acomiadaments de treballadors per als empresaris. Els sindicats van convocar una vaga general el 29 de setembre de 2010.

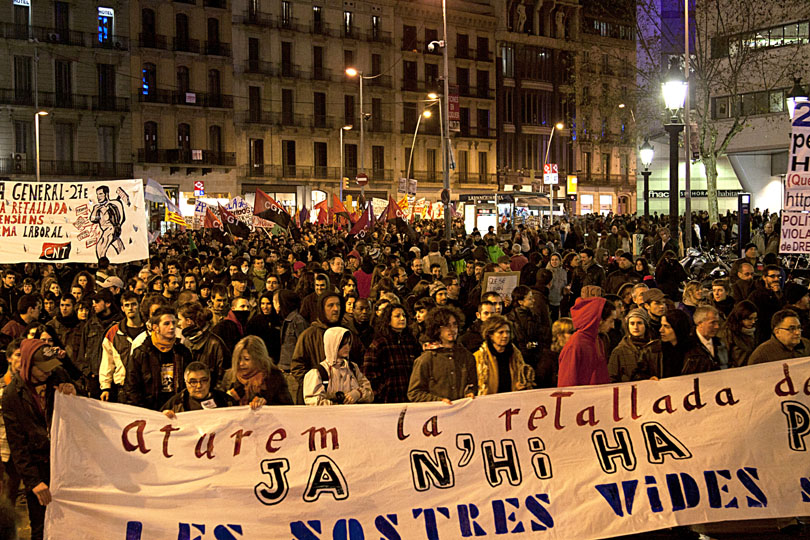
Manifestació en contra de les retallades socials

Aquestes protestes foren relacionades per la premsa amb la crisi econòmica i la seva gestió ultraliberal per part del govern (incloent el creixement desorbitat de l'atur, la problemàtica dels "mileuristes" o "generació perduda", la de la bombolla immobiliària i els pagaments d'hipoteques, les privatitzacions i les retallades socials, entre altres factors), amb les editorials sobre "la dignitat de Catalunya" (i les modificacions de l'Estatut de Catalunya per part del Tribunal Constitucional d'Espanya, interpretades com un atemptat contra la democràcia), pamflets com per exemple l'Indigneu-vos! de Stéphane Hessel, i amb l'exemple de la revolució no violenta a Islàndia el 2008 (Kitchenware Revolution), les revolucions i protestes dels països àrabs començades en 2010, de les de Grècia des de 2010 i les de Portugal des de març de 2011 (Geração à Rasca).
Encara que els manifestants formen un grup heterogeni, tenen en comú el cansament dels privilegis que té la classe política, la petició de la fi del sistema bipartidista entre Partit Popular i Partit Socialista Obrer Espanyol, la fi de la corrupció i el respecte als drets bàsics: habitatge, feina, cultura, salut, educació, participació política, lliure desenvolupament personal i dret a béns de primera necessitat.
Les protestes apareixen en un moment en què es considera que els joves estan acadèmicament més preparats que mai però la meitat estan en atur, i en què, segons una enquesta de 2010 de l'agència Metroscopia, el 89% dels espanyols creuen que els partits polítics pensen només en ells mateixos.

## Organització

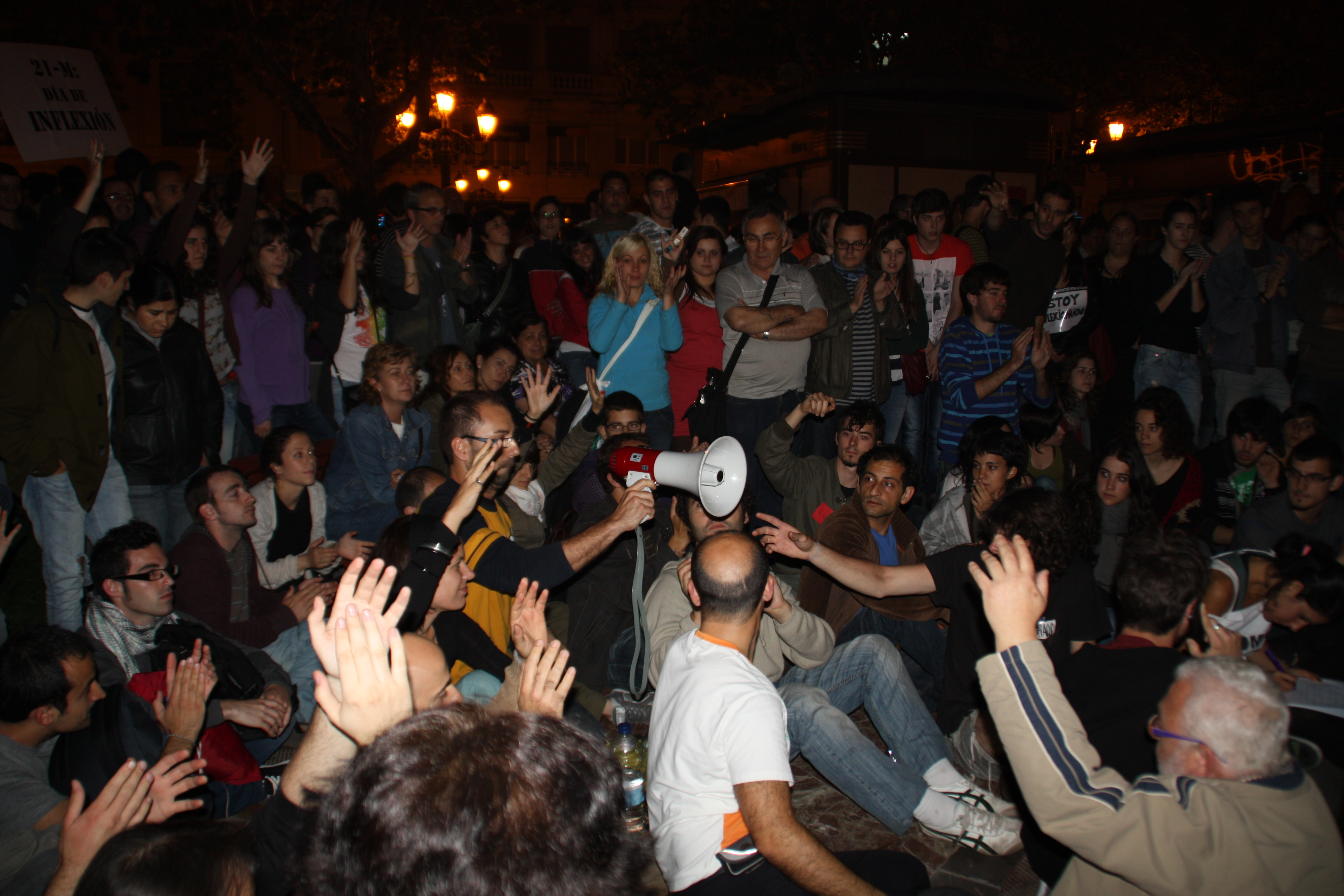
Reunió a València. Algunes persones aixequen la mà per a demanar torn després d'una intervenció mentre que d'altres aplaudeixen aixecant les dues mans i fent-les girar (com al llenguatge dels signes i a moltes escoles de nens) per a no fer soroll ni interrompre als altres. Els canells creuats (a la foto no n'hi ha) indiquen que s'està en contra. Les votacions es fan a mà alçada. Sovint la persona que parla utilitza un megàfon (com a la foto) o bé un micròfon.

Les propostes es treballen en grups de treball anomenats comissions, que de vegades poden estar compostes de subcomissions per a realitzar treballs més concrets, i a les assemblees, on es troba tothom i vota totes les decisions. A cada reunió es canvien les persones encarregades d'apuntar els torns, de comptar els vots, etc. Les comissions reuneixen per temes (per exemple referents a la corrupció política, al pagament d'hipoteques, l'agricultura i l'alimentació, etc.) i hi participen també altres entitats i organitzacions, que de vegades poden aportar molta feina ja començada amb anterioritat. Existeixen també comissions de caràcter "pràctic", per exemple per a organitzar la logística o la neteja de les places. També s'usen fòrums per internet i grups de xarxes socials en línia. Es crea documentació de la qual es millora la qualitat constantment segons els principis d'excel·lència, amb les coses apreses de manera continuada i usant eines aportades pels participants.
La idea és aconseguir objectius de mínims, aprovats per consens, i intentar que es puguin dur a terme fent pressió social per mitjà de referèndums populars, per exemple, o fent servir altres eines democràtiques poc explotades fins ara, com és el cas, entre d'altres, de la Iniciativa Legislativa Popular. Les comissions estan formades per tota persona interessada en el tema, ja sigui per estar afectada, per ser una experta en ell, per treballar o estar en contacte amb algú o alguna entitat que pot aportar dades o descriure i explicar qualsevol detall dels processos implicats, etc. Una de les maneres de compartir documents oficials o no que puguin aportar informació és mitjançant l'ús de WikiLeaks i els Anonymous, tot i que no és l'únic.
No hi ha representants ni portaveus. S'emeten comunicats de premsa, s'ha fet algun manifest i les idees exposades són lliures i a l'abast de tothom per internet. Les persones contactades pels mitjans de comunicació parlen sempre a títol personal i mai en nom de ningú altre. Fins al 12 de juny les càmeres de televisió de tots els mitjans podien gravar les assemblees però en algunes places es va decidir deixar de permetre-ho precisament per a evitar que els mitjans assignin "portaveus" o "líders" entre les persones que parlin i per a preservar la seva intimitat.
Les assemblees de les places estan en contacte permanent i organitzades en forma de xarxa horitzontal (no jeràrquica) cosa que permet, entre altres coses, comparar les diferents situacions entre diferents països o aspirar a modificacions legals a nivell d'Unió Europea. Islàndia a partir de 2008 i fins a l'actualitat, amb el seu president jutjat per mala gestió, es considera un model a seguir a tots els països. A França també es parla, a més, del model de la Comuna de París; i a Espanya, especialment a Catalunya, de l'anarquisme. Molts dels suggeriments proposats pels "indignats" als Països Catalans s'apliquen des de fa anys a altres països o coincideixen amb propostes pràctiques i factibles (no només teòriques) d'experts i acadèmics.
Actualment el moviment té noms diversos, fent referència a la revolució, a les acampades, a les places o als indignats, però es vol desmarcar de ¡Democracia Real YA!, nom amb el qual ja existeix un partit polític que, malgrat el nom, no té res a veure amb el moviment.

## Abast

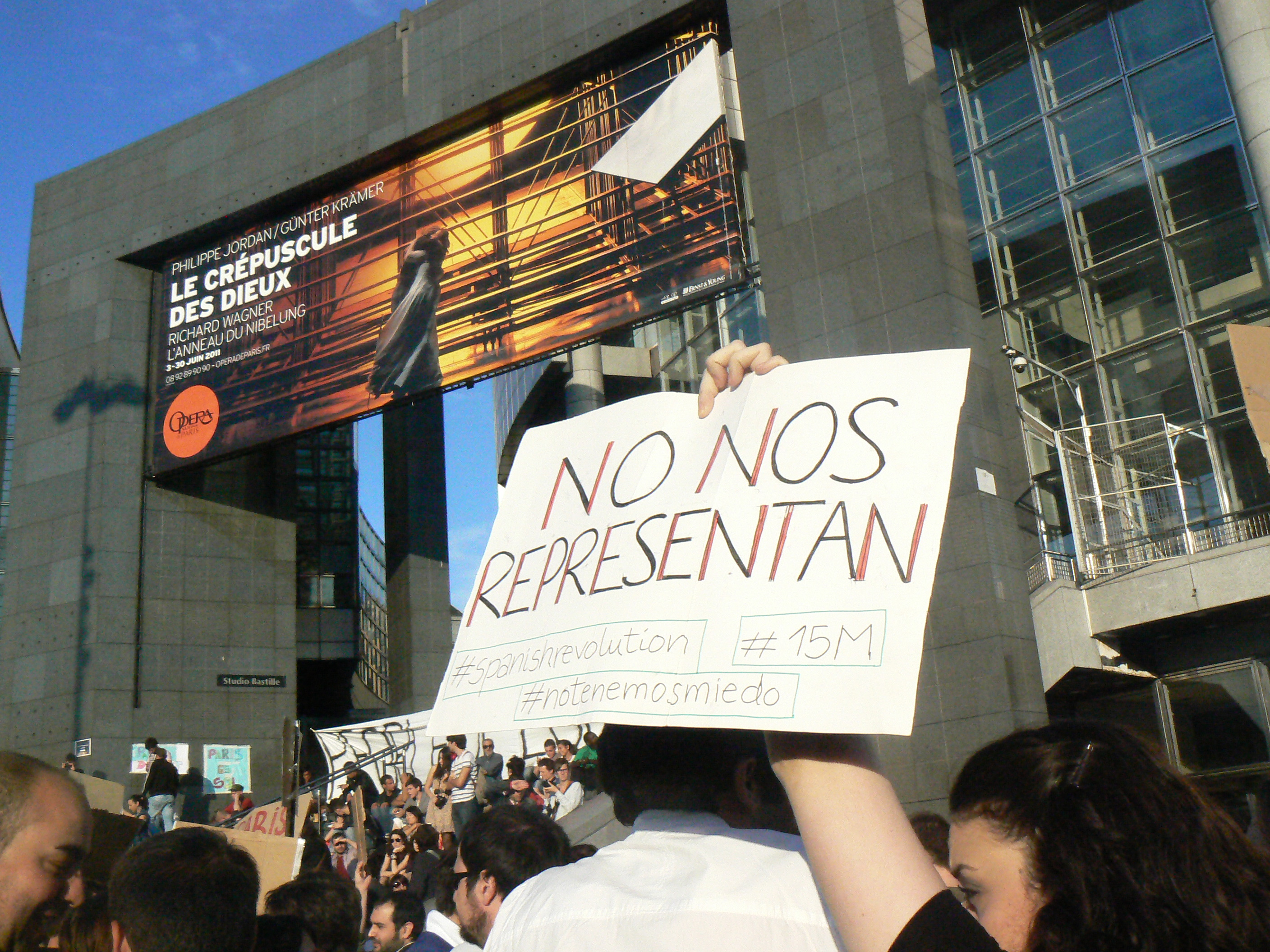
Manifestants a la plaça de la Bastilla a París el 20 de maig. Els hashtags de la pancarta, com #spanishrevolution o #15M, fan referència al paper decisiu de Twitter i altres xarxes socials per internet.

El 17 de maig la pàgina de ¡Democracia Real YA!, impulsora de la manifestació del dia 15, comptava amb el suport de 500 associacions molt diverses, però seguia allunyada de la col·laboració de partits polítics i sindicats, defensant la independència de les protestes de qualsevol ideologia política institucionalitzada
A Internet les protestes van adquirir popularitat com Spanish Revolution, nom que fa referència als hashtags de la xarxa social Twitter, que ha estat el principal mitjà d'organització de les protestes.
¡Democracia Real Ya! van escriure un manifest en castellà, gallec, català, asturlleonès, basc i anglès. Es van fer protestes pel 15 de maig als següents llocs: Albacete, Algesires, Alacant, Almeria, Arcos de la Frontera, Badajoz, Barcelona, Bilbao, Burgos, Càceres, Cadis, Castelló de la Plana, Ciudad Real, Còrdova, Conca, Ferrol, Figueres, Fuengirola, Granada, Guadalajara, Huelva, Jaén, La Corunya, Lanzarote, La Palma, Lleó, Las Palmas de Gran Canaria, Lleida, Logronyo, Lugo, Madrid, Màlaga, Menorca, Mèrida, Múrcia, Ourense, Oviedo, Palma, Pamplona, Plasència, Ponferrada, Puertollano, Salamanca, Sant Sebastià, Santa Cruz de Tenerife, Santander, Santiago de Compostel·la, Saragossa, Sevilla, Sòria, Tarragona, Toledo, Torrevella, Ubrique, València, Valladolid, Vigo i Vitòria. Hi ha hagut protestes d'indignats a 676 ciutats a l'Estat Espanyol.
A més, sota el nom de World Revolution, altres protestes es van formar espontàniament a més de tres-centes ciutats a tot el món, com per exemple Braga, Coïmbra, Faro, Lisboa i Porto a Portugal; Dublín a Irlanda; Amsterdam als Països Baixos; Brussel·les a Bèlgica; París, Lió, Marsella, Tolosa de Llenguadoc i Perpinyà a França; Berlín a Alemanya; i Londres al Regne Unit. Hi ha hagut acampades de suport als indignats espanyols a 84 ciutats fora d'Espanya i acampades semblants a altres ciutats per a moviments paral·lels, com per exemple el del 12-M a Portugal, etc.

## Suports

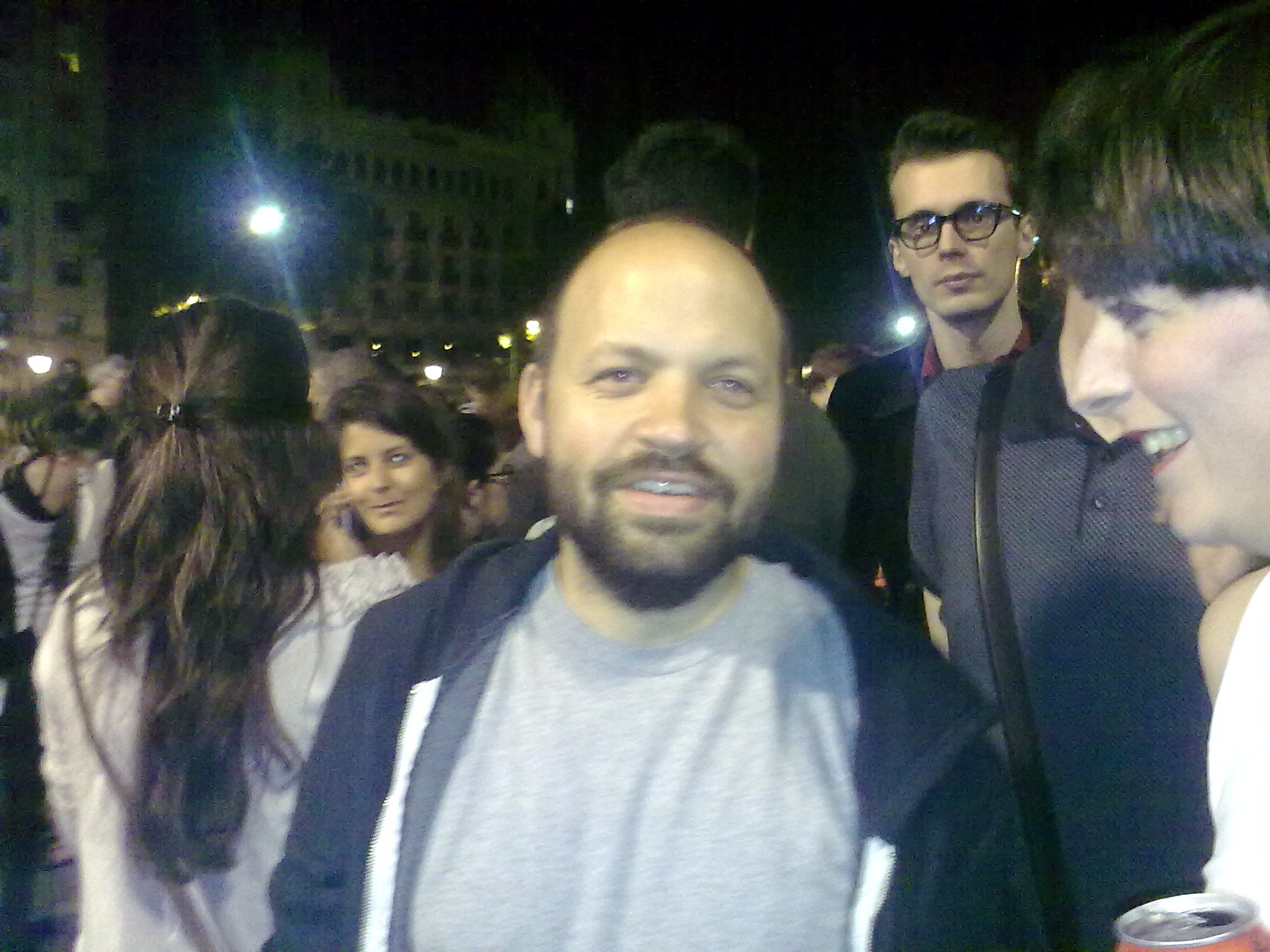
El monologuista Miguel Noguera a les protestes de la plaça de Catalunya (Barcelona)

Diferents associacions, entitats, mitjans de comunicació i personalitats del món de la cultura, la ciència, etc. recolzen de manera indirecta o directa aquest moviment. Entre els que han expressat publica i obertament el seu suport als indignats es troben, per exemple, ATTAC, José Luis Sampedro (economista i participant en els pamflets Indigneu-vos! i Reacciona), Álex de la Iglesia (exdirector de l'Acadèmia del Cinema a Espanya, que va dimitir per les seves diferències amb la ministra de cultura), Eduard Punset, Arcadi Oliveres (president de Justícia i Pau), etc.
Actors, músics, cantants, pallassos, etc. han expressat també el seu suport per escrit i alguns d'ells han estat a més pressents a les places de les revoltes oferint concerts i espectacles gratuïts. Alguns exemples són Santiago Segura, Guillermo Toledo, Leo Bassi, Manu Chao, La Habitación Roja, Delorean, Iván Ferreiro, Joan Manuel Serrat, etc.
Després de les acampades majors, centenars d'artistes han optat per recolzar públicament el moviment d'altres maneres, com per exemple a través d'un manifest català presentat per Justícia i Pau i signat per més de dues-centes cinquanta persones. Entre ells es troben, per exemple, Paco Ibáñez, l'historiador Josep Fontana, Jordi Borja, l'escriptor Andreu Martín, etc.
Alguns pocs polítics també han manifestat estar "Indignats" o a favor dels indignats: Dolors Camats (portaveu d'ICV), etc.
Segons el CIS, un 70,3% d'espanyols veu aquest moviment com quelcom de "positiu" o "molt positiu". Segons un sondeig telefònic realitzat pel Gabinet d'Estudis Socials i d'Opinió Pública (GESOP) a 800 catalans entre el 19 i el 21 de juny, el 69% d'ells compartien molt o bastant les reivindicacions del moviment. Aquest percentatge era superior al 75% als sondejats amb un nivell formatiu mitjà i superior. Nou de cada deu entrevistats van vincular el moviment dels indignats i les seves demandes amb el malestar general del país.

## Cronologia

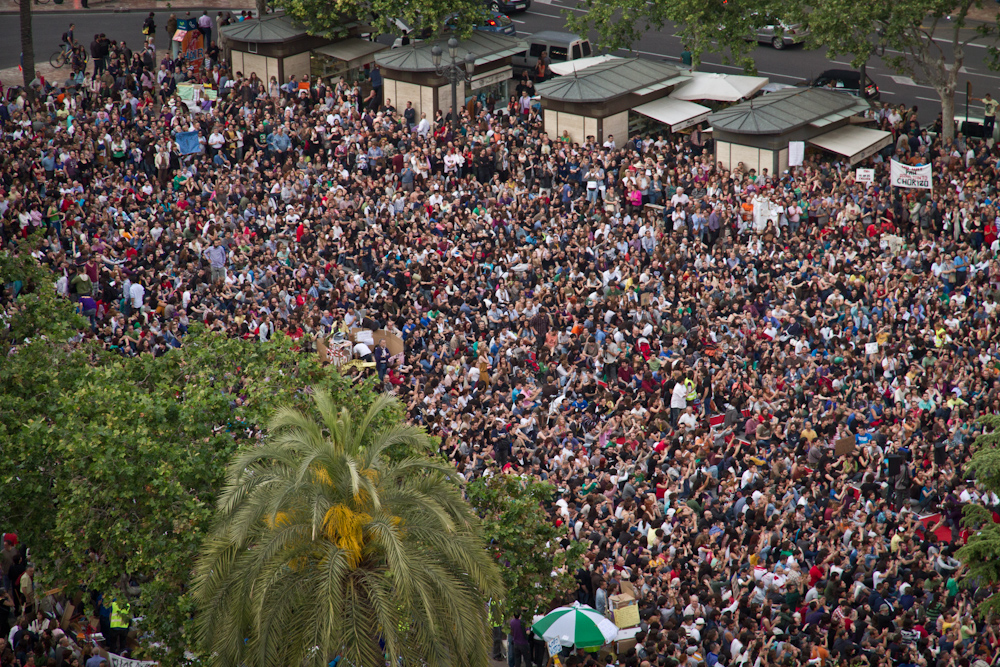
Assemblea popular d'indignats el 19 de maig a València.

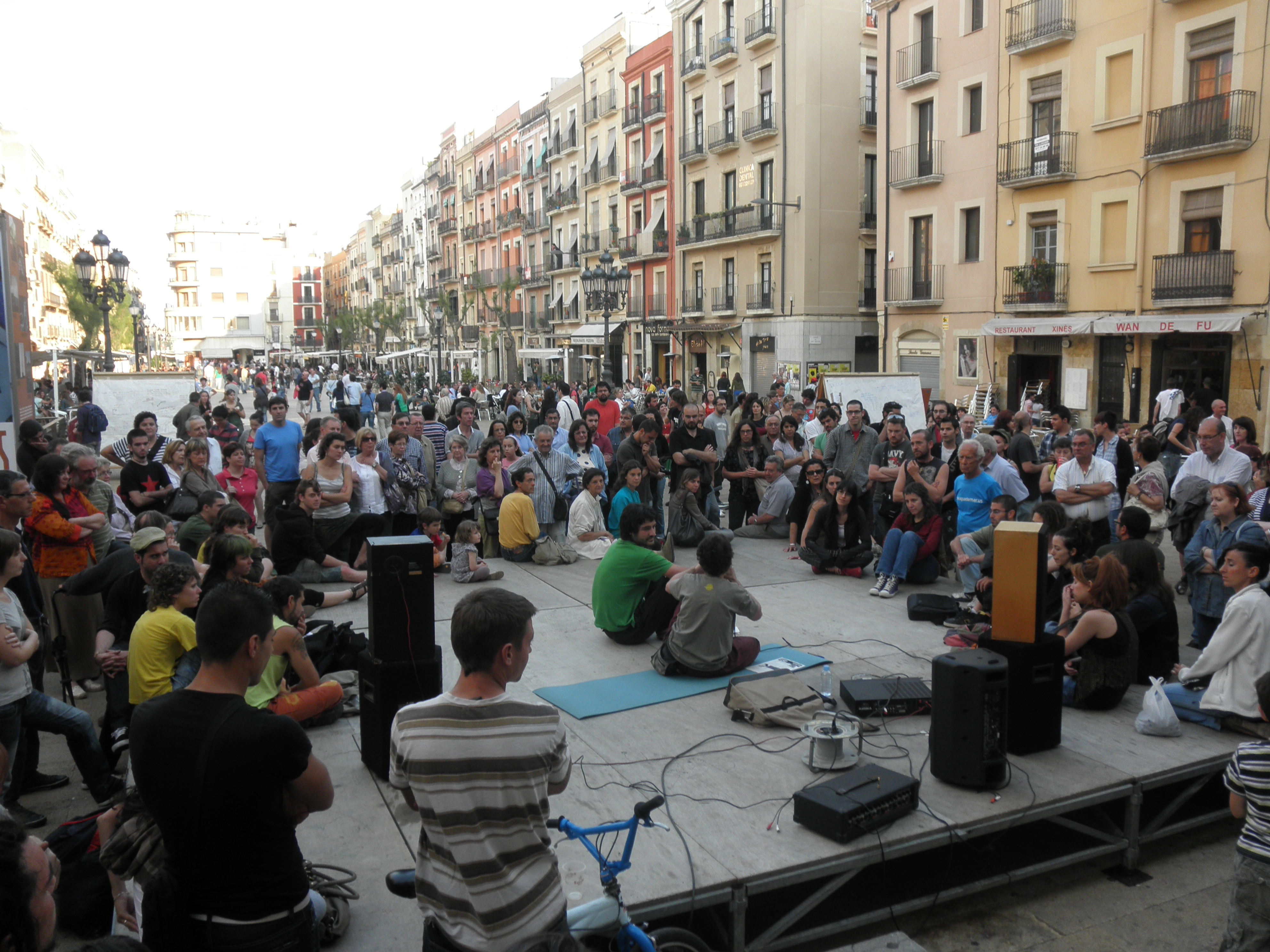
Assemblea popular d'indignats el 22 maig a Tarragona.

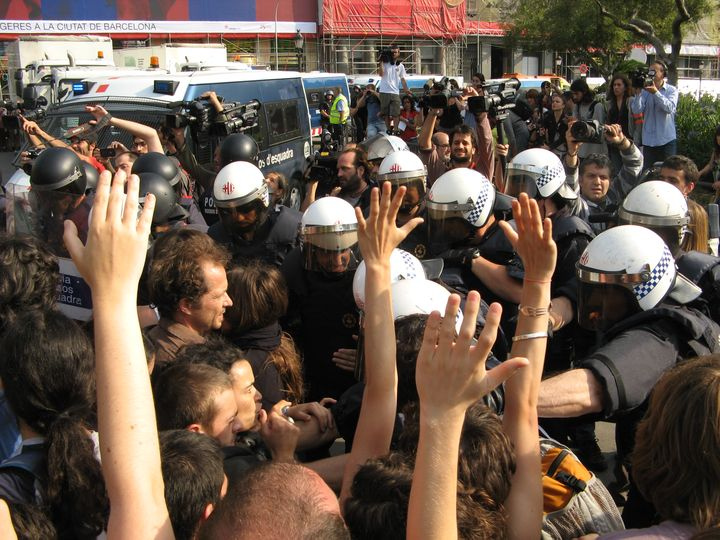
Indignats, policies i periodistes

Hom té constància que al febrer de 2011 va aparèixer a Facebook un grup per la "mobilització ciutadana" al qual aviat es van adscriure altres grups, plataformes i moviments amb noms diversos. Aquests i potser altres grups i persones van decidir fer una gran manifestació a totes les ciutats, sense sindicats (amb els quals també es mostren decebuts), i van fixar una data, el 15 de maig. Des d'aleshores la manifestació es va anant convocant de boca a boca per correu, xarxes socials, blocs, fòrums, associacions, clubs i fins i tot s'aprofiten aparicions eventuals de persones anònimes a la televisió per a recordar que "hi ha una manifestació el 15 de maig". És quan va començar a parlar-se del "moviment 15 de maig".
El diumenge 15 de maig es van fer manifestacions a nombroses ciutats per tot Espanya. Sembla que a Madrid, dels prop de vint mil manifestants que hi havia, neix la idea d'acampar al quilòmetre zero, la plaça de la Puerta del Sol, malgrat que això sigui il·legal. Les acampades es van multiplicar a places emblemàtiques d'altres ciutats d'Espanya i més tard de la resta del món, especialment a Europa. S'estima que aquest dia es van manifestar unes cent trenta mil persones a tot Espanya.
El dilluns 16 de maig la policia va desallotjar violentament les prop de cent persones acampades a la plaça de Madrid i com a reacció l'endemà, el 17 de maig a la nit, aquesta es va omplir d'unes dotze mil persones que donaven suport als acampats. L'acció policial va provocar protestes en suport a l'acampada de Madrid a diverses ciutats del món. En algunes, manifestacions que van començar amb un petit nombre de persones davant de l'ambaixada espanyola van acabar, al llarg de la setmana, en moviments similars a l'espanyol, de vegades amb acampades permanents a places. Posteriorment la policia ha executat altres desallotjaments violents, com per exemple a Barcelona (24 de maig) i a València (9 de juny).
El diumenge 22 de maig van mantenir-se les protestes i les acampades, tot i celebrar-se les eleccions municipals i, a la majoria de Comunitats Autònomes, regionals. Les acampades es mantindran fins a finals de mes i fins i tot ben entrat el següent. El 22 de maig moltes places a Espanya van decidir no manifestar-se i d'altres ho van fer molt discretament, de manera que les grans concentracions van tenir lloc a capitals d'altres països europeus, com ara Berlín, Dublín o París, que van comptar amb milers de persones.
El matí del divendres 27 de maig els Mossos d'Esquadra van dur a terme una càrrega policial contra els «indignats» que estaven acampats a la plaça de Catalunya des del dia 15. L'argument utilitzat era facilitar la neteja de la plaça d'objectes inflamables i contundents per evitar possibles interaccions perjudicials durant les possibles celebracions a la propera Rambla de Canaletes si el Barça guanyava la final de la Lliga de Campions del dissabte 28, ja que els acampats impedien, tot i que de manera pacífica, la sortida dels camions de neteja. El desplagament policíac, que va comptar amb agents del cos d'antiavalots de la Guàrdia Urbana (UPAS), que es limitaren a contenir els manifestants, i l'Àrea Regional de Recursos Operatius (ARRO) i l'Àrea de Brigada Mòbil (Brimo) dels Mossos d'Esquadra, com a força repressiva, va ser molt qüestionat per l'ús de la força contra un col·lectiu que es va limitar a utilitzar la resistència pacífica (centenars de persones assegudes a terra) com a mètode per oposar-se al desallotjament. Es van produir escenes d'agressions contra les persones que es trobaven a la plaça, inclosos periodistes i reportes gràfics.
El resultat final de l'operació va resultar en 84 acampats i 37 mossos ferits; i hi van participar durant més de sis hores 300 mossos antiavalots i 100 guàrdies urbans. Un cop desallotjats, els serveis de neteja municipals s'emportaren tot el material, menjar i tendes; i netejaren la plaça, que va estar reocupada prosseguint amb la manifestació. Al vespre, plaça de Catalunya, centre neuràlgic de les protestes, es va emplenar més que mai per celebrar una assemblea i la cassolada. Totes les denúncies per agressions per part dels cossos policials relacionades amb el desallotjament de la plaça de Catalunya van ser arxivades mesos després.
El 15 de juny el moviment del 15-M va convocar un bloqueig del Parlament de Catalunya, sota el lema «Aturem el Parlament», amb l'objectiu d'impedir l'entrada dels diputats a la cambra el dia en què s'aprovaven els pressupostos de la Generalitat de Catalunya. Durant el matí es van produir enfrontaments entre els manifestants i els Mossos d'Esquadra. Per tal d'accedir al Parlament alguns parlamentaris van haver de ser traslladats amb vehicles policials i Artur Mas, president de la Generalitat de Catalunya, va haver d'aterrar al parc de la Ciutadella amb un helicòpter dels Mossos d'Esquadra.
El dissabte 18 de juny, més de dos-cents artistes i intel·lectuals van fer públic el manifest Contra la persecució i criminalització de la democràcia. En suport a la dignitat de la indignació, que donava suport i recolza el moviment dels indignats i reclamava una millor democràcia, criticant les lleis de pressupostos i "òmnibus" del Parlament de Catalunya. El diumenge 19 de juny va haver grans manifestacions d'indignats a Espanya, Grècia i altres països.

## Pintades i eslògans

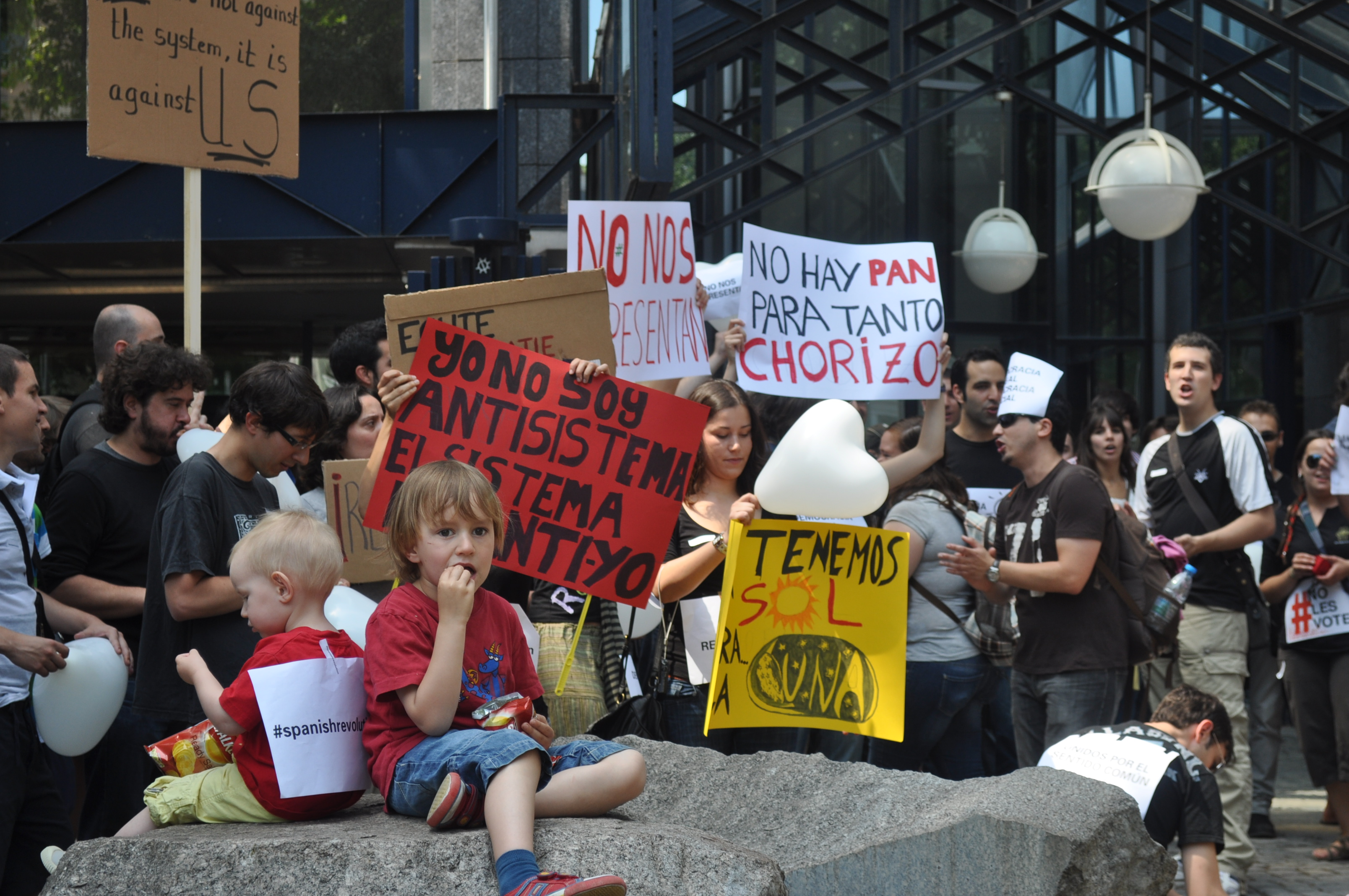
Pancartes en castellà i anglès a Frankfurt

En aquestes manifestacions i protestes es poden escoltar i llegir nombrosos lemes, eslògans i pintades, la majoria a títol personal, i que poden fer referència a temes com la mala gestió politicoeconòmica, la corrupció, els privilegis de la classe política, i fins i tot humorístics.
Alguns exemples dels més habituals són:
- Indigneu-vos! / Indignats / Estic indignat
- Visca la revolució! / R-evolució / One solution, world revolution!
- Desperta
- Penso, per tant destorbo
- Si no ens deixeu somiar, no us deixarem dormir
- Se quiere y se puede
- Jo no he votat l'FMI / Jo no he votat els banquers / Jo no he votat Moody's
- PP = PSOE = caca / Ni PP, ni PSOE / Fora PPSOE / PSOE, PP: la misma mierda es
- Zapatero a tus zapatos (y Rajoy también)
- Rics els polítics i els banquers? No amb els meus diners
- Volem democràcia, no mercatocràcia
- Lo llaman "democracia" y no lo es / Puta democràcia
- No és una crisi, és una estafa
- Error 404: Democracy not found / Error del sistema: #SpanishRevolution / Democracy in process / Democracy under construction (referència al llenguatge informàtic)
- No ens representen / Que no, que no, que no nos representan (fent referència als partits polítics majoritaris actuals)
- No hi ha prou pa per tant xoriço (fent referència a la corrupció política, als seus privilegis, a les subvencions a banques amb diners públics, etc.)
- Manos arriba, esto es un atraco / "Manos arriba, esto es un contrato"
- Boti, boti, boti, Botín qui no boti (per Emilio Botín) / "Un bote, dos botes, banquero el que no bote"
- Viva el mal, viva el capital (referència al programa infantil dels anys 80 La bola de cristal)
- Apaga la tele, abre tu mente (en la línia de l'esmentat programa infantil dels primers anys de democràcia a Espanya)
- Me gustas, democracia, porque estás como ausente / Me gustas, democracia, pero estás como ausente (inspirat en el poema de Pablo Neruda "Me gustas cuando callas porque estás como ausente")
- Ciutadans del món sencer, uniu-vos! (invitació que recorda el final del manifest comunista de Marx i Engels, en 1848)
- Les nostres armes, els cartons (fent referència a les pancartes casolanes) / "Aquestes són les nostres armes" (tot aixecant les mans obertes, contra la violència exercida pels cossos policials, com ara el violent desallotjament de la Plaça de Catalunya de Barcelona, que deixà 87 ferits)
- Mama, et trobo a faltar, vull tornar a casa (pels emigrats fora d'Espanya)
- No pasaran (reprenent la Pasionaria a la guerra civil espanyola, contra els fascistes) / No marxem / No nos vamos
- El pueblo unido jamás será vencido (utilitzat ja als anys 70 a Xile contra la dictadura de Pinochet)

També s'hi van cantar cançons com L'Estaca, de Lluís Llach.

## Manifest «Catalan Revolution»

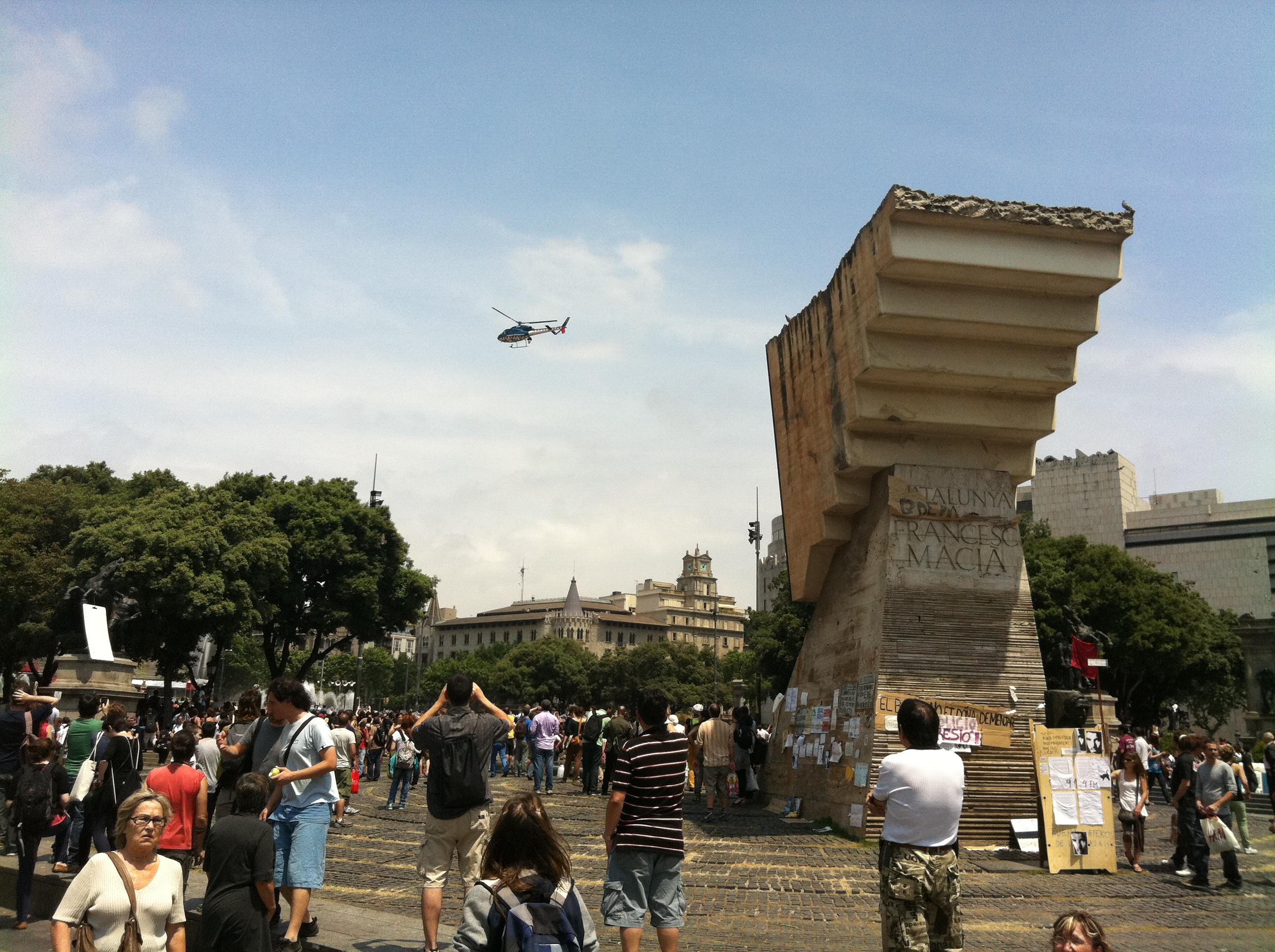
Helicòpter sobrevolant la plaça de Catalunya durant el desallotjament del 27 de maig de 2011

El manifest Catalan Revolution és una resposta social a l'actual sistema polític, sorgit en el marc de les protestes de 2011 desmarcant-se de l'anomenada Spanish Revolution i en concret de les propostes sorgides a la manifestació de la Puerta del Sol de Madrid.
Reclama, igual que totes les manifestacions, "una resposta social, econòmica, nacional, democràtica, pacífica, prenent els drets humans com a bandera, a problemes comuns que l'actual sistema polític no vol resoldre, i que per acció, aquiescència o omissió, està causant". Tanmateix es desmarca reivindicant els drets que Catalunya té com a nació. Discrepa en aquests tres punts:
- En desacord amb la circumscripció única.[46]
- Dret a l'autodeterminació.
- Nul·la legitimitat de la Constitució espanyola.[47]

## Reaccions
La manifestació provocà reaccions entre els partits polítics, que van debatre i es van pronunciar sobre ella des del dia 16, tot i que el 15 de maig, dia de la primera convocatòria, quasi cap partit polític volgué parlar sobre la situació.
El 17 de maig la pàgina web de ¡Democracia Real Ya! comptava amb el suport de 500 associacions ben diverses, però seguia rebutjant la col·laboració de partits polítics i sindicats, defensant la independència de les protestes de qualsevol ideologia política institucionalitzada.
S'han anat succeint opinions de tota classe en les tertúlies televisives. Des del suport sincer, l'oportunista i fins i tot qualsevol tipus de comentaris sobre possibles tints "esquerrans" que podrien tenir de fons aquestes revoltes o la seva relació amb els moviments antiglobalització.
L'espai dedicat a les portades dels principals diaris estatals va ser ben divers entre el 15 i el 23 de maig (dia després de les eleccions).
El canal televisiu espanyolista i reaccionari Intereconomía TV es refereix al rol protagonista de la plataforma ¡Democracia Real Ya! en el moviment amb els següents termes:
| « | ... Socialistes i comunistes dirigeixen des de l'ombra el motí de la Puerta del Sol .. Tracten d'evitar una victòria arrasadora del PP el 22M. | » |

 i fins i tot 
| « | Aquestes persones estan sent instrumentades. No dubten a utilitzar el joc brut ... Hi ha evidències sobre això. | » |

Al mateix temps es va desencadenar la polèmica sobre una suposada agenda socialista o d'esquerres darrere de les mobilitzacions pel fet que es va conèixer que la pàgina web de ¡Democracia Real Ya!, convocant protagonista de les manifestacions, està a càrrec d'un antic membre d'un partit ja desaparegut escindit d'Esquerra Unida.

### Actuacions policials
Se sap que van arribar-hi a haver policies infiltrats en les manifestacions. El cas del 25-S a Neptuno va destacar perquè es té una gravació en vídeo que evidència que s'emprà almenys un policia infiltrat que es veu va ser víctima d'una càrrega policial. El diputat per Compromís-Equo Joan Baldoví va demanar explicacions al ministre de defensa d'aleshores sobre l'ús de policies infiltrats i acusant d'emprar-los per a iniciar els disturbis. Davant aquesta acusació la Confederació Espanyola de Policia digué que estudiaria denunciar a Baldoví.

## Conseqüències
Els "indignats" s'afegiren a la Plataforma d'Afectats per la Hipoteca amb l'objectiu d'impedir els desnonaments mitjançant la resistència pacífica, tot defensant el dret a l'habitatge. N'aconseguiren posposar a L'Hospitalet de Llobregat, Parla (Madrid), Palma o a Elx.
El Congrés dels Diputats va acordar per unanimitat el 21 de juny de 2011 instar el Govern espanyol a presentar com més aviat millor el projecte de Llei d'accés a la informació pública (o Llei de transparència) que impulsa la transparència i el control de les institucions, mesures reclamades pel moviment del 15-M.
Una dècada més tard, el tribunal de la secció 1 de la Sala Penal de l’Audiència Nacional espanyola decidí decretar la prescripció de la pena de presó. En la interlocutòria comunicada el 15 d’octubre de 2024 i signada pels jutges José Ricardo De Prada, María Adoración Riera i María Fernanda García, s’apuntà al fet que la dilació en la prescripció fou del tot innecessària i que hauria pertocat decretar-la l’any 2020.